# Zadra (Energylandia)
 (août 2020).
Si vous disposez d'ouvrages ou d'articles de référence ou si vous connaissez des sites web de qualité traitant du thème abordé ici, merci de compléter l'article en donnant les références utiles à sa vérifiabilité et en les liant à la section « Notes et références ».
Zadra est un parcours de montagnes russes hybrides du parc Energylandia situé à Zator en Pologne. Ouvert le 22 août 2019, il détient le record des plus hautes montagnes russes hybrides au monde avec une hauteur de 62,8 mètres et des plus rapides avec une vitesse maximale de 121 km/h (records partagés avec Iron Gwazi à Busch Gardens Tampa),,.